# Jean-Louis Walter
Pour les articles homonymes, voir Walter.
Jean-Louis Walter, né le 11 février 1950  à Rumersheim-le-Haut (Haut-Rhin), est une personnalité du syndicalisme français. Il est nommé médiateur de Pôle emploi trois mois après la démission de Benoît Génuini, qui a dénoncé le manque de moyens associés à sa fonction depuis sa création.

## Parcours professionnel
- Cadre PSA ;
- Secrétaire général CFE-CGC ;
- De 1990 à 1998 : administrateur de l'Unedic ;
- De 1993 à 1996 : administrateur de l'ANPE ;
- Questeur du Conseil économique, social et environnemental ;
- À partir de 2010 : médiateur national de Pôle emploi par son directeur général, Christian Charpy[3].

## Mandats annexes
- 2005 (arrêté du ministre de l’éducation nationale du 3 février 2005) ;
- 2004 Membre du conseil d’administration de l’École nationale supérieure d’arts et métiers / Membre du Jury du Concours d’entrée à l’ENA / Vice-président de l’AGIRC / Membre du bureau du CES
- De 1999 à 2001 et de 2003 à 2005 Président de l’APEC ;
- De 1990 à 1998 Administrateur de l’UNEDIC / Alternativement trésorier et vice-président de 1994 à 1998 ;
- 1994 Conseiller Économique et Social ;
- De 1989 à 1995 Membre du CES d’Alsace / vice-président de 1992 à 1995 ;
- De 1982 à 1997 Conseiller prud’homal à Mulhouse ;
- 2001 : Membre du CNE (Comité national d’évaluation des établissements publics à caractère scientifique, culturel et professionnel) ;
- Auditeur de la 24e session de l’INTEFP ;

## Distinctions
- Chevalier de la Légion d'honneur
- Officier de l'ordre national du Mérite
- Médaille d'honneur du travail, vermeil
- Diplômé d’honneur du Ministère de la Justice

## Publications
- Juin 1996 : Co-auteur d’un ouvrage intitulé Voyage au cœur de la société de l’information.
- Janvier 1997 : Auteur d’un rapport sur le travail à temps partiel présenté au nom du CES
- Juillet 2005 : Auteur d’un avis du Conseil économique et social à la suite d'une saisine gouvernementale sur L’insertion professionnelle des jeunes issus de l’enseignement supérieur.